# Маккиоун, Кейли
Кейли Рочель Маккиоун (англ. Kaylee Rochelle McKeown; род. 12 июля 2001, Редклифф, Квинсленд) — австралийская пловчиха, пятикратная олимпийская чемпионка (2020 и 2024), 6-кратная чемпионка мира и 9-кратный серебряный призёр чемпионатов мира, трёхкратная чемпионка мира на «короткой воде». Рекордсменка мира на дистанциях 50 и 200 метров на спине в 50-метровых бассейнах. Специализируется в плавании на спине, но также имеет успехи на высшем уровне в комплексном плавании.

## Карьера
На чемпионате мира в Будапеште в 2017 году в составе смешанной эстафеты комплексным плаванием завоевала первую для себя серьёзную награду — серебряную медаль.
На юношеских Олимпийских играх 2018 года в Буэнос-Айресе стала чемпионкой на дистанции 50 метров на спине, а также завоевала ещё три награды разного достоинства.
На чемпионате мира 2019 года в корейском Кванджу завоевала две медали, в личных соревнованиях серебряную медаль на дистанции 200 метров на спине, уступив победительнице американской спортсменке Реган Смит 2,57 секунды. В комбинированной женской эстафете 4×100 также получила серебряную медаль.
На Олимпийских играх 2020 года в Токио завоевала три золотые медали, в том числе на обеих дистанциях на спине. На дистанции 100 метров на спине установила в финале олимпийский рекорд (57.47). Маккиоун стала первой в истории австралийкой, выигравшей олимпийское золото в плавании на спине.
На чемпионате мира 2022 года в Будапеште завоевала серебро на дистанции 200 метров комплексным плаванием, уступив американке Александре Уолш. Там же выиграла золото на дистанции 200 метров на спине с результатом 2:05,08, всего на 0,04 сек опередив американку Фиби Бейкон. Ещё две серебряные медали Маккиоун завоевала в эстафетах.
На чемпионате мира 2023 года в Фукуоке выиграла три золотые медали на дистанциях 50, 100 и 200 метров на спине, а также два серебра в эстафетах.
На Олимпийских играх 2024 года в Париже завоевала пять медалей. Маккиоун повторила свой золотой дубль Игр в Токио на дистанциях 100 и 200 метров на спине. Обе дистанции Маккиоун выиграла с олимпийскими рекордами, а 100 метров также и с рекордом Океании. Также она завоевала бронзу на дистанции 200 метров комплексным плаванием, бронзу в смешанной комбинированной эстафете 4×100 метров и серебро в женской комбинированной эстафете 4×100 метров.
На чемпионате мира 2025 года в Сингапуре стала чемпионкой на дистанциях 100 и 200 метров на спине, а также завоевала серебро в комбинированной эстафете 4×100 метров.